# مصطفى رام حمداني
مصطفى رام حمداني  (1921-2008) عسكري وسياسي سوري. كان من الضباط السوريين الذين وقعوا على ميثاق الوحدة في مجلس القيادة العسكرية الأعلى للجيش والقوات المسلحة، تولى منصب محافظ حمص في عهد الجمهورية العربية المتحدة وبقي فيه ثم نقل ليكون محافظاً لحماة لمدة ثلاثة أشهر قبل أن يعزل عن الوظيفة.

## نشأته وحياته
مصطفى محمد رشید رام حمداني، ولد في قرية معرة مصرين التابعة لمحافظة إدلب عام 1921، تعلم مصطفی الکتّاب قبل أن ینتقل إلی المدرسة الابتدائیة، ودرس في ثانوية المأمون بحلب، التحق الکلیة العسکریة حمص الثلاثین من نوفمبر عام 1946، تخرج من الکلیة العسکریة الخامس عشر من أیار عام 1948، درس کلیة الأرکان القاهرة کانون الثاني عام 1955م

## مناصب
- عین بعد الثانویة في وزارة المالیة قضاء إدلب.
- کما عین مدیراً لمدرسة الجالودیة التابعة لقضاء جسر الشغور.عام 1941.
- التحق بقوات فوزي القاوقجي التي حاولت المساهمة ثورة رشید عالي الکیلاني، دورة الشهید مأمون البیطار.
- عملجیش الإنقاذ رئیساً للشعبة الثانیة والاتصالات السلکیة واللاسلکیة، وآمراً لسریة المغاویر منطقة سمخ الأول، من حزیران عام 1949.
- عین رئیساً للشعبة الثانیة القنیطرة السادس عشر من أیلول عام 1949.
- عین رئیساً للشعبة الثانیة القامشلي أواخر عام 1951.
- اتبع دورة مخابرات أمیرکا آب 1952.
- عین رئیساً للشعبة الثانیة سوریة الثامن من تموز عام 1953.
- عین القیادة المشترکة المصریة – السوریة الثالث عشر من تشرین الثاني عام 1955، ثم القیادة السوریة - الأردنیة وملحقاً عسکریاً الأردن آذار عام 1956.
- عین رئیساً لغرفة العملیات (السوریة – المصریة) دمشق ومعاوناً لرئیس هیئة التدریب الجیش السوري.
- رئبساً لأرکان المقاومة الشعبیة تموز عام 1956.
- عین قائداً للواء السادس وقائداً للقطاع الشمالي الجبهة.
- عین محافظاً لحمص إعتباراً الرابع من آب عام 1959 وبقي محافظاً فیها لمدة خمس سنوات ثم محافظاً لحماة لمدة ثلاثة أشهر.
- عین رئیساً لمشروع دمر السکي لأکثر من عشرة أعوام من الثامن والعشرین من تشرین الثاني عام 1981 وحتی الحادي عشر من آذار عام 1992.
- عين رئيساً لمشروع دمر السكني من عام 1981 وحتى 1992.

## بداية العمل العسكري
ففي عام 1946 انتسب إلى الكلية العسكرية وهي الدورة الأولى في ظل العهد الوطني (الإستقلال) وسميت بدورة الشهيد مأمون البيطار الذي استشهد في فلسطين في العام نفسه، وكان الزعيم الركن عبد الله عطفة أول رئيس أركان للجيش السوري وكان العقيد فوزي سلو مديراً للكلية العسكرية وآمر الدورة الرئيس عدنان المالكي، وفي بداية عام 1948 تخرجت هذه الدورة استثنائياً بسبب نشوب حرب 1948 وهي الدورة الأولى التي تخرجت في ظل الاستقلال وتخرج فيها رام حمداني برتبة ملازم، دخل حرب فلسطين عام 1948حيث عمل في جيش الإنقاذ حيث أبلى بلاءً حسناً، وكان مضرب المثل في الشجاعة والإقدام مما منحه ترفيعاً استثنائياً لرتبة ملازم أول في بداية عهد حسني الزعيم الذي عينه آمراً لسرية المغاوير في منطقة سمخ ثم رئيساً ل الشعبة الثانية في القنيطرة وبعدها القامشلي قبل أن يرسل إلى الولايات المتحدة ليتبع دورة مخابرات وبعد عودته عين رئيساً ل الشعبة الثانية في الأركان العامة.
اتبع دورة أركان حرب في القاهرة وبعدها عين في القيادة المشتركة السورية المصرية ثم في القيادة السورية الأردنية وملحقاً عسكرياً في الأردن ثم قائداً للواء السادس في الجيش.

## التحضير للوحدة
تم اختياره ليكون عضواً في مجلس القيادة العسكرية الأعلى للجيش والقوات المسلحة الذي تشكل في أواخر عام 1956 من 24 ضابط - بالإضافة للعقيد عبد المحسن أبو النور الملحق العسكري المصري - حكموا سوريا في الظل وفرضوا فيها أجندتهم على الحياة السياسية السورية والتي كانت في المجمل متلاقية على طول الخط مع رغبات ومشاعر جماهير الشعب السوري وهي باختصار الوحدة مع مصر عبد الناصر حيث بقي الحمداني في دمشق بينما سافر وفد من المجلس مؤلف من 14 ضابط إلى مصر لإجراء مفاوضات الوحدة مع الرئيس جمال عبد الناصر والتي انتهت بإعلان الوحدة وقيام الجمهورية العربية المتحدة في شباط 1958.

### تسميته محافظاً لحمص
أنهى عمله بالقوات المسلحة برتبة عميد ركن وانتقل إلى وزارة الداخلية وعين محافظاً لحمص، فترة أولى (1959-1961) وثانية (1961-1963)، مع تعيين ياسين فرجاني محافظاً لحماة ثم تلاهم بعد فترة عبد الله جسومة ليكون محافظاً للاذقية.

## الانفصال
عندما حدث الانفصال في أيلول 1961 لم تصدر أي إشارة من حمص سلباً أو إيجاباً فيبدو أن محافظها كان ينتظر ليرى من سيغلب فلم يحذو حذو صديقيه محافظ حماة ياسين فرجاني ومحافظ اللاذقية عبد الله جسومة اللذان تبعا حلب وأعلنا تأييد حماة واللاذقية ل الجمهورية العربية المتحدة التي بقي علمها مرفوعاً على سرايا المحافظات الثلاث الشمالية متوقعين من الحمداني أن يتبعهم لكنهم فوجئو بقرار مصطفى رام حمداني بالتوقيع على وثيقة الانفصال مؤمناً استمراره في منصبه محافظاً لحمص ، فاستمر محافظاً لحمص خلال حكم الانفصال وحتى عام 1963 حيث نقل ليكون محافظاً لحماة لمدة ثلاثة أشهر قبل أن تعزله القيادة عن الوظيفة.

## مؤلفاته
- أصدر كتاب بعنوان ِشاهد على أحداث سورية وعربية وأسرار الانفصال، في عام 1999.

## أوسمة
- وسام النجمة العسکریة.
- وسام الشرف والإخلاص.
- وسام الکوکب الأردني.
- وسام الجمهوریة.
- وسام الاستحقاق السوري.
- وسام فلسطین السوري.
- وسام الاستحقاق اللبناني.
- وسام فلسطین اللبناني.
- وسام ذکرى قیام الجمهوریة العربیة المتحدة (20 فبراير سنة 1958.